# 塞伊奈约基应用科学大学

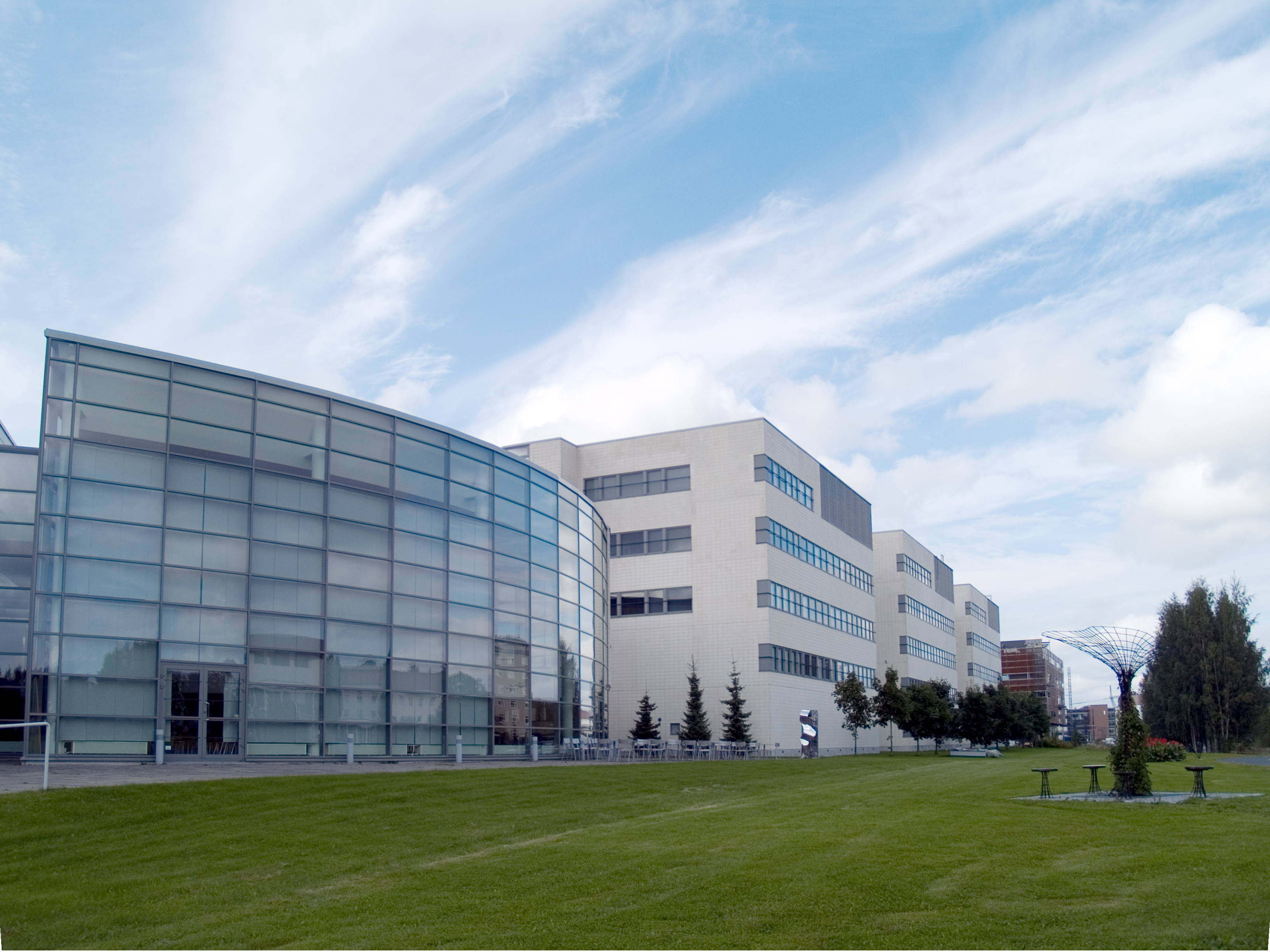
教学楼

塞伊奈约基应用科学大学（芬蘭語：Seinäjoen ammattikorkeakoulu），是芬兰的一所应用科学大学。该大学由芬兰教育文化部监督及认证。校区位于芬兰塞伊奈约基。学生数量约为5000人，教职工400人。